# إفتلينج
إفتلينج هي مدينة ترفيهية ذات طابع خيالي تقع في كاتشيفيل،هولندا.أفتتحت الحديقة في 31 مابو 1952.